# Not Today (canción de BTS)
«Not Today» es una canción grabada por la boy band surcoreana BTS, lanzada el 20 de febrero de 2017 por Big Hit Entertainment, como sencillo del álbum You Never Walk Alone. Una versión en japonés de la canción fue publicada posteriormente en el disco Face Yourself.

## Antecedentes y lanzamiento
Cuando se publicó el vídeo musical, este llegó a tener cerca de 11 millones de vistas en 24 horas.

## Promoción
BTS promocionó la versión en coreano de la canción en varios programas de música de Corea del Sur, incluyendo Music Bank, Show! Music Core, Inkigayo y M Countdown. El remix del tema también fue interpretado el 29 de diciembre de 2017 en el KBS 2017 Song Festival.

## Recepción
Billboard describió el sencillo como una «canción synth-hip hop propulsiva que llama a "todos los desamparados en el mundo" a no rendirse y seguir luchando. Parece ser una muestra de los primeros mensajes antisistema del grupo, visto ya en temas como "No More Dream" y "N.O."». Digital Music News mencionó que se trata de una canción explosiva y muy energética, con un baile elaborado y múltiples trasfondos.
Es el tercer vídeo de K-pop más visto de 2017.

## Reconocimientos
| Crítico/Publicación | Lista                                       | Posición | Ref.  |
| ------------------- | ------------------------------------------- | -------- | ----- |
| KultScene           | 25 mejores canciones de K-pop de 2017       | 2        | [ 7 ] |
| PopCrush            | Las mejores canciones de 2017 (Hasta ahora) |          | [ 8 ] |

## Composición
«Not Today» está en la clave de A♭ mayor. Tiene 110 beats por minuto y una duración de 3:51 minutos. Las letras tratan sobre no rendirse nunca, motivando a las personas a unirse.La canción también los impulsa a enfrentarse contra la corrupción gubernamental y romper todas las barreras invisibles que detienen a la gente de alcanzar el éxito. Esta canción es de géneros: Moonbahton, semejante a Blood Sweats & Tears, con toques de Dancehall, y golpes de R&B, Hip-Hop, Future Bass

## Créditos y personal
Los créditos originales están adaptados de las notas del CD de You Never Walk Alone.
- Pdogg- productor, teclado, sintetizador, Arreglo vocal y de rap, ingeniero de audio
- "hitman" bang- productor
- Rap Monster- productor
- Supreme Boi- productor
- JUNE- productor, coro, ingeniero de audio
- Jungkook- coro
- James F. Reynolds- ingeniero de mezcla

## Posicionamiento en listas

### Semanales
| Lista (2017)                              | Mejor posición |
| ----------------------------------------- | -------------- |
| Corea del Sur (Gaon Digital Chart)        | 6              |
| Estados Unidos (World Digital Song Sales) | 2              |
| Japón (Japan Hot 100)                     | 23             |
| Reino Unido (Independent Singles)         | 46             |

## Ventas
| País                       | Ventas  |
| -------------------------- | ------- |
| Corea del Sur (Gaon)       | 258 206 |
| Estados Unidos (Billboard) | 12 000  |

## Historial de lanzamiento
| País   | Fecha                 | Formato          | Versión    | Sello                          |
| ------ | --------------------- | ---------------- | ---------- | ------------------------------ |
| Varios | 20 de febrero de 2017 | descarga digital | En coreano | Big Hit                        |
| Varios | 4 de abril de 2018    | descarga digital | En japonés | Universal Music Japan, Def Jam |